# Nová Sídla
Nová Sídla település Csehországban, a Svitavyi járásban. Nová Sídla Tržek, Cerekvice nad Loučnou és Morašice településekkel határos. Lakosainak száma 260 fő (2024. január 1.).

## Népesség
A település lakosságának változását az alábbi diagram mutatja:
| Lakosok száma | 467  | 455  | 412  | 296  | 295  | 237  | 223  | 219  | 241  | 260  |
|               | 1869 | 1890 | 1921 | 1950 | 1980 | 2001 | 2017 | 2019 | 2022 | 2024 |